# Mordechai Virshubski
Mordechai Virshubski (hebräisch מרדכי וירשובסקי‎; * 10. Mai 1930 in Leipzig; † 1. Mai 2012 in Tel Aviv) war ein deutsch-israelischer Rechtsanwalt und Politiker, der unter anderem Abgeordneter und stellvertretender Sprecher der Knesset war.

## Leben
Virshubski, dessen Familie während der Alija Bet 1939 in das Völkerbundsmandat für Palästina einwanderte, besuchte das Herzlia-Gymnasium in Tel Aviv und studierte anschließend Rechtswissenschaften an der Hebräischen Universität Jerusalem. Nach seiner Zulassung zum Rechtsanwalt wurde er 1955 Rechtsberater der Wasserbehörde und danach von 1966 bis 1977 der Stadtverwaltung von Tel Aviv.
Zeitgleich begann er 1966 seine politische Laufbahn in der Kommunalpolitik und war bis 1977 Mitglied des Stadtrates von Tel Aviv. Während dieser Zeit war er 1974 zunächst Mitgründer der zionistischen, säkularen und liberalen Partei Schinui und dann 1976 der Demokratischen Bewegung des Wandels (Dash).
Bei den Wahlen vom 13. Juni 1977 wurde Virshubski erstmals zum Abgeordneten der Knesset gewählt und gehörte dieser für vier Legislaturperioden bis zum 13. Juli 1992 an. Zunächst war er zwischen Juni 1977 und Juli 1981 Vorsitzender der Knesset-Unterausschüsse für Grundrechte sowie für Fragen des arabischen Dorfes Arab-al-Mafjer.
1978 gehörte er zu den Mitgründern der Movement for Change and Initiative, aus der 1980 die Schinui—Center Party hervorging. Zeitweise war er Mitglied und auch Vorsitzender des Sekretariats dieser Partei. Während der elften Legislaturperiode war er zwischen August 1984 und November 1988 Vorsitzender der Knesset-Unterausschüsse für die Polizei und Gefängnisse sowie für Gefahren an öffentlichen Stränden.
Nachdem er 1987 aus der Schinui ausgetreten war, wurde er Mitglied der Bürgerrechtsbewegung Ratz, aus der sich 1992 die linksgerichtete Partei Meretz entwickelte.
Zuletzt war Virshubski vom 21. November 1988 bis zum 13. Juli 1992 Vizesprecher der Knesset und damit Stellvertreter von Parlamentspräsident Dov Shilansky.